# 哥倫比亞同性婚姻

南美洲
同性婚姻
承認其他形式的同性結合
不承認或現狀未知
禁止同性婚姻及其他形式的同性結合
同性性行為非法

哥倫比亞從2007年開始承認一起生活超過兩年的同志伴侶能締結民事結合，之後其最高法院陸續裁決同性伴侶享有愈來愈多異性婚姻內的權利。2016年3月起哥倫比亞政府也開始承認在海外地區合法締結的同性婚姻。

## 最高法院裁決
2011年7月26日哥倫比亞最高法院裁決同性伴侶應享有與異性伴侶因締結婚姻而產生的所有權利，當時最高法院並要求國會必須在兩年內完成同性婚姻的法制化，或制定類似婚姻的同性伴侶法。若在2013年6月20日前未能制定，則同性伴侶自動享有與異性伴侶因締結婚姻而產生的同等關係。
2016年4月28日哥倫比亞最高法院裁決地方法院承認同性婚姻並不違憲 ，而且自2013年6月20日起依莊嚴契約(Solemn Contract)精神締結的同性婚姻也具有合法性，所以符合這規定的已婚同性伴侶無須再結婚一次，哥倫比亞繼阿根廷、 巴西及烏拉圭之後，成為南美洲第4個保障同性婚姻的國家。